# Pakicetidae
Los pakicétidos (Pakicetidae) son una familia de cetáceos arqueocetos que vivieron desde el Eoceno Inferior hasta el Eoceno Medio (hace 53,8 - 40,4 millones de años), en Pakistán y existieron por espacio de 12 millones de años.
Los pakicétidos precede a las ballenas y delfines en su transición desde la tierra al agua. Debido a que sus fósiles se encontraron cerca a cuerpos de agua, se presume que pasaban parte de su vida en el medio acuático.
Pakicetus fue descubierto en 1983 por Philip Gingerich, Neil Wells, Donald Russell, y S. M. Ibrahim Shah, y todas las especies son conocidas solo de unos pocos sitios en Pakistán, por tanto motivó el nombre del primer género y la familia entera. Se cree que la región fue una costa del mar de Tetis donde los pakicétidos vivieron hace más de 50 millones de años.
Se presume que los pakicétidos son los ancestros de las ballenas modernas, debido a tres características únicas: posición peculiar de los huesos del oído medio dentro del cráneo, el plegamiento de un hueso en el oído  medio, y la disposición de la corona de los molares. La teoría actual dice que las ballenas modernas evolucionaron de ballenas primitivas como los basilosáuridos, los cuales evolucionaron de los ambulocétidos, los que a su vez proceden de los pakicétidos.

## Géneros
- Ichthyolestes
- Nalacetus
- Pakicetus